# Сражение за Лодзь
Сражение за Лодзь (пол. Bitwa pod Łodzią) — одно из сражений польской кампании вермахта, состоявшееся с 6 по 8 сентября 1939 года.

## Битва
Армия «Лодзь» под командованием генерала Юлиуша Руммеля вместе с силами армии «Познань» на севере и армии «Краков» на юге держала оборону на линии протяжённостью 120 км от Блажек до Пжедбужа. Главной задачей являлась оборона путей на Лодзь и Пётркув-Трыбунальский, а также создание плацдарма для контратаки под Серадзом. Штаб армии располагался в Юлиановском парке во дворце Юлиуша Хайнцеля. Руммель говорил о задачах следующее:
«Мы должны понимать, что только совместная оборона сможет остановить врага или же задержать его наступление. Только в столкновениях и боях за каждую деревню, лес, реку или гору возможно остановить натиск и выиграть столь необходимое время для нас. Почти половина действующих сил основной армии будет мобилизована, и целая резервная армия вступит в бой для прикрытия наших главных сил».
.
Войска были приведены в полную боеготовность 29 августа, Руммель отправил три пехотные дивизии на границу, оставив основные силы на месте. 1 сентября в 4:00 немцы официально перешли границу, но ещё под Прашкой 30-я полесская пехотная дивизия в 3:45 вступила в бой с немцами.
Лодзь держался более четырёх дней: в ночь с 5 на 6 сентября поляки стали отступать, однако некоторые полки и дивизии боролись до рассвета на своих позициях. Между тем мобильные немецкие части окружили армию «Лодзь» со стороны Познани и Кракова, отрезав Руммелю пути к отступлению: 8-я армия с севера, 10-я с юга. Лодзь капитулировал 8 сентября: немцы силами полка СС «Лейбштандарт СС Адольф Гитлер» при поддержке 4-й танковой дивизии взяли город после того, как польские контратаки прекратились.